# Торлейвюр Ульварссон
Торлейвюр Ульварссон (исл. Þorleifur Úlfarsson; род. 27 декабря 2000, Рейкьявик) — исландский футболист, нападающий клуба «Дебрецен».

## Клубная карьера
Ульварссон — воспитанник клубов «Стьярнан» и «Брейдаблик». В 2019 году он был включён в заявку на сезон последнего. В том же году Торлейвюр на правах аренды выступал за «Аугнаблик». В 2020 году Ульварссон на правах аренды перешёл в «Викингур». 2 сентября в матче против «Фрама» он дебютировал в Первом дивизионе Исландии. 6 сентября в поединке «Магни» Торлейвюр забил свой первый гол за «Викингур». По окончании аренды Ульварссон вернулся в «Брейдаблик». 3 июля 2021 года в матче против «Лейкнира» он дебютировал в чемпионате Исландии.
В феврале 2021 года Торлейвюр переехал в США, поступив в Дьюкский университет, где выступал за команду учебного заведения в Национальной ассоциации студенческого спорта. За полтора сезона в составе «Дьюк Блю Девилз» он забил 19 голов и отдал две голевые передачи в 25 матчах. По итогам сезона 2020 он был включён в символическую сборную первокурсников Конференции атлантического побережья. По итогам сезона 2021 он был назван лучшим игроком атакующего плана Конференции атлантического побережья, был включён в первую символическую сборную Конференции атлантического побережья, первую символическую сборную южного региона и первую всеамериканскую символическую сборную по версии Ассоциации футбольных тренеров, а также попал в число полуфинальных номинантов на «Херманн Трофи».
6 января 2022 года Ульварссон подписал контракт с MLS по программе Generation adidas и 11 января на Супердрафте MLS 2022 был выбран в первом раунде под общим четвёртым номером клубом «Хьюстон Динамо». В MLS он дебютировал 27 февраля в матче стартового тура сезона 2022 против «Реал Солт-Лейк», выйдя на замену на 81-й минуте вместо Кори Бэрда. 22 мая в поединке против «Лос-Анджелес Гэлакси» он забил свой первый гол за «Хьюстон Динамо». В 2023 году Торлейвюр помог клубу завоевать Открытый кубок США.
21 января 2024 года Ульварссон перешёл в венгерский клуб «Дебрецен». 3 февраля в матче против «Диошдьёра» он дебютировал в чемпионате Венгрии, заменив во втором тайме Марка Сечи.

## Достижения
Клубные
 «Хьюстон Динамо»
- Обладатель Открытого кубка США — 2023